# Les Trottoirs de Saturne
Pour plus de détails, voir Fiche technique et Distribution.
Les Trottoirs de Saturne est un film franco-argentin réalisé par Hugo Santiago, sorti en 1986.

## Synopsis
Fabian, talentueux bandonéoniste, vit en exil à Paris après avoir fui la répression qui sévit en Amérique latine. Seule la musique donne désormais un sens à son existence. Sa sœur Marta vient le rejoindre : tous deux projettent alors de retourner dans leur pays.

## Fiche technique
- Titre : Les Trottoirs de Saturne
- Réalisation : Hugo Santiago
- Scénario : Juan José Saer, Hugo Santiago et Jorge Semprún
- Photographie : Ricardo Aronovitch
- Musique : Rodolfo Mederos
- Décors : Laurence Herneaux
- Montage : Françoise Belleville
- Production : Caliban Audiovisuel - Euro American Films
- Lieux de tournage à Paris : rue des Lombards, rue de la Montagne-Sainte-Geneviève, rue des Halles, cimetière du Père-Lachaise, place de la Porte-Maillot[1]
- Pays d'origine :  France -  Argentine
- Durée : 145 minutes
- Date de sortie : France, 30 avril 1986

## Distribution
- Rodolfo Mederos : Fabian
- Bérangère Bonvoisin : Danielle
- Edgardo Lusi : Mario
- Philippe Clévenot : le commissaire
- Andrea Aronovitch : Marta
- Emmanuel Dechartre : Frank
- Sophie Loucachevsky : Dominique

## À propos du film
- « Comme Tangos. L'exil de Gardel, Les trottoirs de Saturne chante la détresse de la condition d'exilé. Avec autant de sensibilité et de sincérité que Fernando Solanas, Hugo Santiago nous suggère la souffrance du déracinement, le poids qui pèse sur les hommes vivant dans "un pays de nulle part" » (Michel Estève, Esprit, juillet 1986, p. 109)